# Hodkovice nad Mohelkou (nádraží)
Hodkovice nad Mohelkou (dříve Hodkovice, Hodkovice u Liberce, německy Liebenau) jsou železniční stanice ve stejnojmenném městě Hodkovice nad Mohelkou (východně od centra) na trati Pardubice–Liberec. 

## Historie

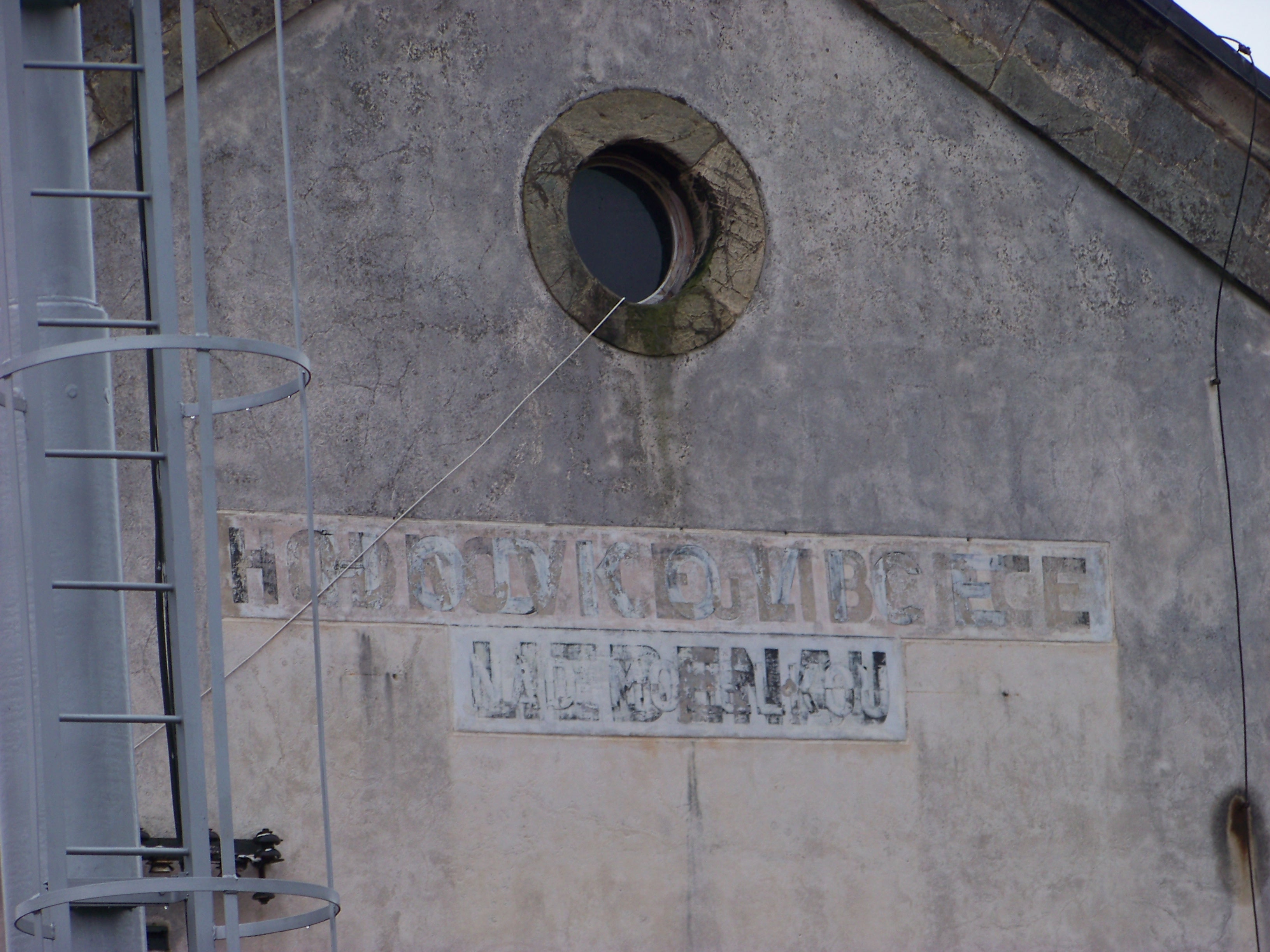
Na severním štítě nádraží dochované staré názvy nádraží (Hodkovice u Liberce, Liebenau)

Plány vznikaly již v roce 1855 a 1856. Budovu navrhl Franz Riesemnann a stavěli bratří Kleinové a Vojtěch Lanna. Do provozu byla celá trať uvedena 1. května 1859.

## Popis
Budova i obslužné budovy byly postaveny z masivního lomového (vesměs neomítaného) zdiva. Dodnes se z původní stavby dochoval kompletní soubor remízy, skladiště, staniční budovy a vodárny (ačkoliv značná část již při dnešním vlakovém provozu není používána). Jako celek tvoří zajímavou technickou památku (ovšem budovy nejsou chráněné jako kulturní památka).